# 电子类游戏

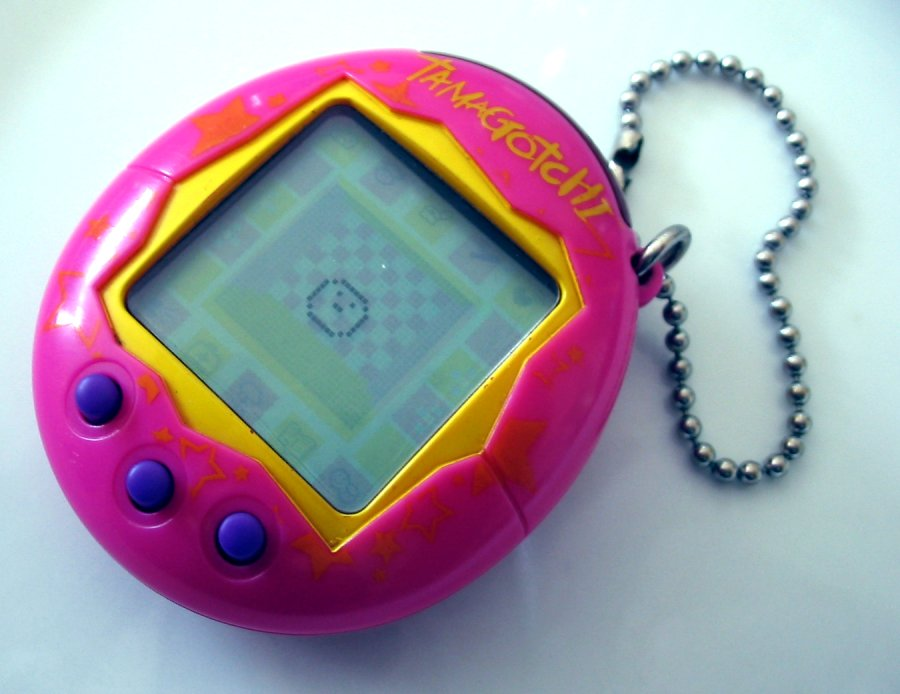
電子寵物機

电子类游戏（英語：electronic game）泛指任何利用电子设备提供用户和系统之间交互的游戏。现今视频游戏（通俗意义上的电子游戏）是最为普及的电子类游戏，除此之外还有听觉游戏、机电游戏（如弹珠台、角子机、打地鼠）和各种体育挑战类街机游戏（比如拳击测力机、投篮机、模拟木马、光线枪打靶）等较为小众的电子类游戏。

## 打字机类游戏
最早的电脑游戏是通过文字形式传达。打字类游戏没有屏幕显示。玩家通过在纸上打印的内容进行游戏。

## 手持电子类游戏
手持电子类游戏的早期形式是专用游戏机。特征是尺寸小和容易携带。
手持电子类游戏例子
- Mattel Auto Race
- game boy
- PSP
- 電子寵物機

## 听觉游戏
听觉游戏通常在一个电子设备上进行。它与电子游戏类似，唯一的区别就是游戏者得到的反馈是听觉而不是视觉。

## 弹珠台和类似机台
自从《1933's Contact》的弹珠台出现之后，弹珠台开始蓬勃发展。与电子游戏显示屏不同的是，弹珠台保留了一个通过玻璃观看的物理显示器。

## 角子机
角子机通常是賭場中的赌博工具。

## 电子游戏
电子游戏是当今最为普通的电子类游戏。

## 其他
有一些街机游戏是通过电机部分产生声音和图像。玩家通过这些进行游戏。